# 简嘎乡
简嘎乡，是中华人民共和国贵州省安顺市镇宁布依族苗族自治县下辖的一个乡镇级行政单位。

## 行政区划
简嘎乡下辖以下地区：
磨上村、喜妹村、大坝村、播西村、凉山村、磨德村、扁脚村、法绕村、板岩村、岜怀村、毛立村、这央村、翁解村和翁元村。